# Acura Classic 2004
L'Acura Classic 2004 è stato un torneo di tennis giocato sul cemento. 
È stata la 26ª edizione del torneo di San Diego, che fa parte della categoria Tier I nell'ambito del WTA Tour 2004. 
Si è giocato a San Diego negli USA dal 26 luglio al 1º agosto 2004.

## Campionesse

### Singolare
Lindsay Davenport ha battuto in finale  Anastasija Myskina con il punteggio di 6–1, 6–1

### Doppio
Cara Black /  Rennae Stubbs hanno battuto in finale  Virginia Ruano Pascual /  Paola Suárez con il punteggio di 4–6, 6–1, 6–4